# Склеротин
Склеротин — структурный белок. Содержится в кутикуле насекомых. Покрывает внешний хитиновый слой наружного скелета. Определяет механические свойства. Склеротин придаёт покровам твёрдость, сравнимую с твёрдостью стали. Склеротизация кутикулы может рассматриваться как процесс формирования склеротинов. Переход белка в склеротин напоминает производственный процесс дубления кожи. Склеротизация кутикулы обусловлена фенольным дублением. В этом процессе участвуют двухатомные фенолы катехольного типа, среди которых у некоторых видов найдена протокатеховая кислота. Также склеротин входит в состав меланотических гранул и капсул, формирующихся вокруг чужеродного материала при иммунных реакциях насекомого.